# Leptochiton helianthus
Leptochiton helianthus là một loài thực vật có hoa trong họ Amaryllidaceae. Loài này được (Ravenna) Gereau & Meerow mô tả khoa học đầu tiên năm 1993.